# Diecéze parmská
Diecéze parmská (latinsky Dioecesis Parmensis) je římskokatolická diecéze v italské oblasti Emilia-Romagna , která tvoří součást Církevní oblasti Emilia-Romagna a je sufragánní vůči Arcidiecézi Modena-Nonantola. Biskupským sídlem je město Parma, kde se nachází Nanebevzetí P. Marie, biskupský palác a kurie, seminář a diecézní muzeum. V jejím čele stojí biskup Enrico Solmi, jmenovaný papežem Benediktem XVI. v roce 2008.

## Stručná historie
Diecéze je Parmě je doložena již ve druhé polovině 4. století, původně byla sufragánní vůči Milánu, později vůči Ravenně, roku 1583 se stala sufragánní vůči Boloni, roku 1806 vůči Janovu, od roku 1816 byla bezprostředně podřízena Svatému Stolci, od roku 1976 je sufragánní vůči Arcidiecézi Modena-Nonantola. 
Dne 28. července 1826 parmská vévodkyně Marie Luisa Habsbursko-Lotrinská udělila parmským biskupům titul velkopřevora  Konstantinova řádu sv. Jiří. Papež Lev XIII. v roce 1892 udělil biskupům parmským titul opata ve Fontevivo. Dne 23. října 2011 papež Benedikt XVI. kanonizoval biskupa Guida Maria Confortiho, zakladatele misionářské řeholní kongregace xaveriánů.